# Università del Nord Alabama
L'Università del Nord Alabama (UNA) è un'università pubblica di coeducazione statunitense, situata a Florence.

## Storia
L'Università del Nord Alabama fu fondata come LaGrange College nel 1830. Nel 1873 divenne uno dei primi college coeducativi della nazione.